# ميخائيل غور
ميخائيل غور (بالإنجليزية: Michael Gore)‏ هو مؤلف موسيقى تصويرية وملحن وعازف بيانو وموسيقي أمريكي، ولد في 5 مارس 1951 في بروكلين في الولايات المتحدة.

## وصلات خارجية
- ميخائيل غور على موقع IMDb (الإنجليزية)
- ميخائيل غور على موقع ميوزك برينز (الإنجليزية)
- ميخائيل غور على موقع تيرنر كلاسيك موفيز (الإنجليزية)
- ميخائيل غور على موقع أول موفي (الإنجليزية)
- ميخائيل غور على موقع قاعدة بيانات برودواي على الإنترنت (الإنجليزية)
- ميخائيل غور على موقع ديسكوغز (الإنجليزية)
- ميخائيل غور على موقع قاعدة بيانات الفيلم (الإنجليزية)